# Mittelbau-Dora

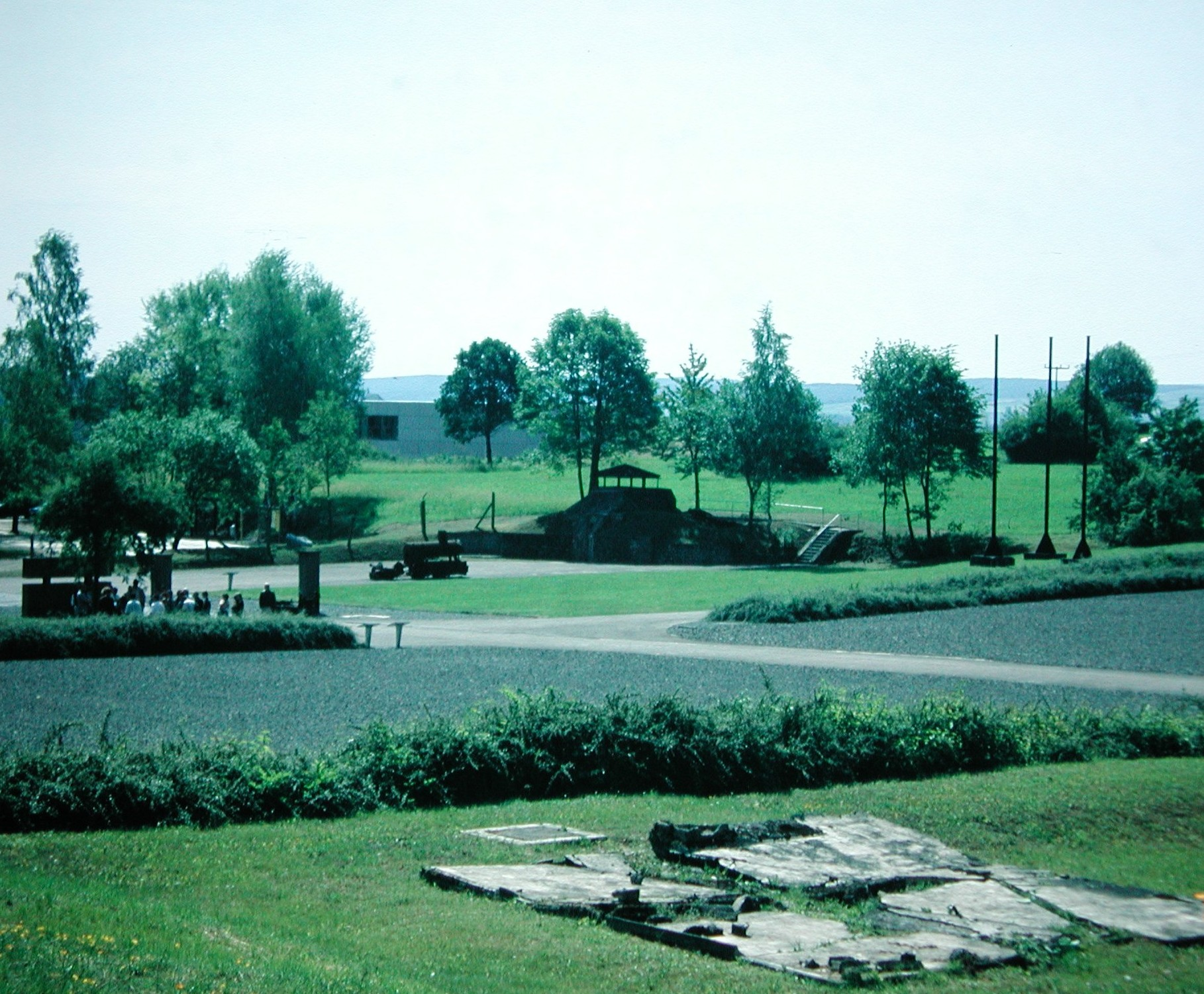
Het concentratiekamp als herdenkingsoord, in 2004

Mittelbau-Dora, soms ook wel het concentratiekamp Mittelbau genoemd, was een naziconcentratiekamp dat in augustus 1943 in gebruik werd genomen nabij Nordhausen, ten zuiden van het Harz-gebergte. Aanvankelijk was Lager Dora een Außenlager van Buchenwald, maar in de zomer van 1944 werd Mittelbau-Dora een onafhankelijk concentratiekamp met circa veertig Außenlager. Doel van het kamp was om de Duitse oorlogsindustrie te ondersteunen door gevangenen als arbeidskrachten in te zetten bij de productie van V1's en V2's.
De aanleiding voor de bouw van dit concentratiekamp, was het bombardement op Peenemünde in de nacht van 17 op 18 augustus 1943, waarbij het proefstation voor de ontwikkeling van raketwapens werd getroffen. Hierop werd besloten de productie van raketten te verplaatsen naar ondergrondse fabrieken. In de berg Kohnstein nabij Nordhausen was door de ontginning van anhydrietgesteente al een uitgebreid gangensysteem ontstaan. Concentratiekampgevangenen moesten de mijngangen vergroten en verbouwen tot een rakettenfabriek, het zogenaamde "Mittelwerk" dat onder leiding stond van Arthur Rudolph.
Vanaf januari 1944 werden in dit bedrijf, waarvan het Rijk eigenaar was, de door Joseph Goebbels aangekondigde vergeldingswapens (V-wapens) gemaakt. Toen in 1943 de nederlaag van het Duitse Rijk zich steeds duidelijker begon af te tekenen, werkten het ministerie van bewapening en de SS nauw samen om alle beschikbare arbeidskrachten voor de totale oorlog te mobiliseren. Daaronder vielen ook concentratiekampgevangenen en dwangarbeiders. Om de bouwwerkzaamheden te kunnen uitvoeren deporteerde de SS mensen uit talrijke landen die door de Duitsers bezet waren. Deze dwangarbeiders werden, dag en nacht, in de mijngangen opgesloten. Velen van hen stierven al na een paar weken vanwege de verschrikkelijke werk- en leefomstandigheden. 
Sommige gevangenen, zoals de Belg Pierre-Joseph Denis, saboteerden de productie van vergeldingswapens. Dit leverde vertragingen en disfunctionerende toestellen op.
In het voorjaar van 1944 werd een bovengronds barakkenkamp gebouwd. De gevangenen van het kamp waren vooral mannen, maar er bestond ook een kleine groep gevangen vrouwen in het kamp Mittelbau-Dora en in het subkamp Gross Werther. Er is slechts één vrouwelijke bewaker bekend die in Mittelbau-Dora heeft gewerkt: Lagerführerin (kampbevelhebster) Erna Petermann. Haar gedrag jegens de vrouwelijke gevangenen was zeer wreed; ze behandelde de vrouwen net zoals de mannelijke gevangenen werden behandeld.
Op het (geschatte) totaal van 60.000 gevangenen in Mittelbau-Dora werden er 12.000 doden geteld door de nazi's, maar het werkelijke aantal slachtoffers wordt op ten minste 20.000 geschat. Daarbij worden ook de luchtaanvallen en de dodenmarsen bij de evacuatie van het kamp in 1945 geteld. Onder de Dora-gevangenen waren meer dan 2600 Belgen, van wie 1200 à 1400 het niet hebben overleefd.

## Bekende gevangenen
| - Jean Améry - Louis Begault - Pierre-Joseph Denis - Heinz Galinski - Jozef Geens | - Pierre Geleyns - Stéphane Hessel - Emmanuel Jooris - Joop Kolkman - René Lambrechts | - Albert de Maurissens - Joseph Merlot - Georg Steinfelder - Jef Van Extergem - Dick de Zeeuw |

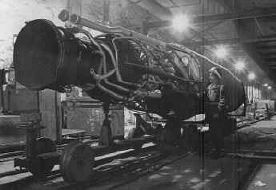
Productie van V2-raketten (1945)
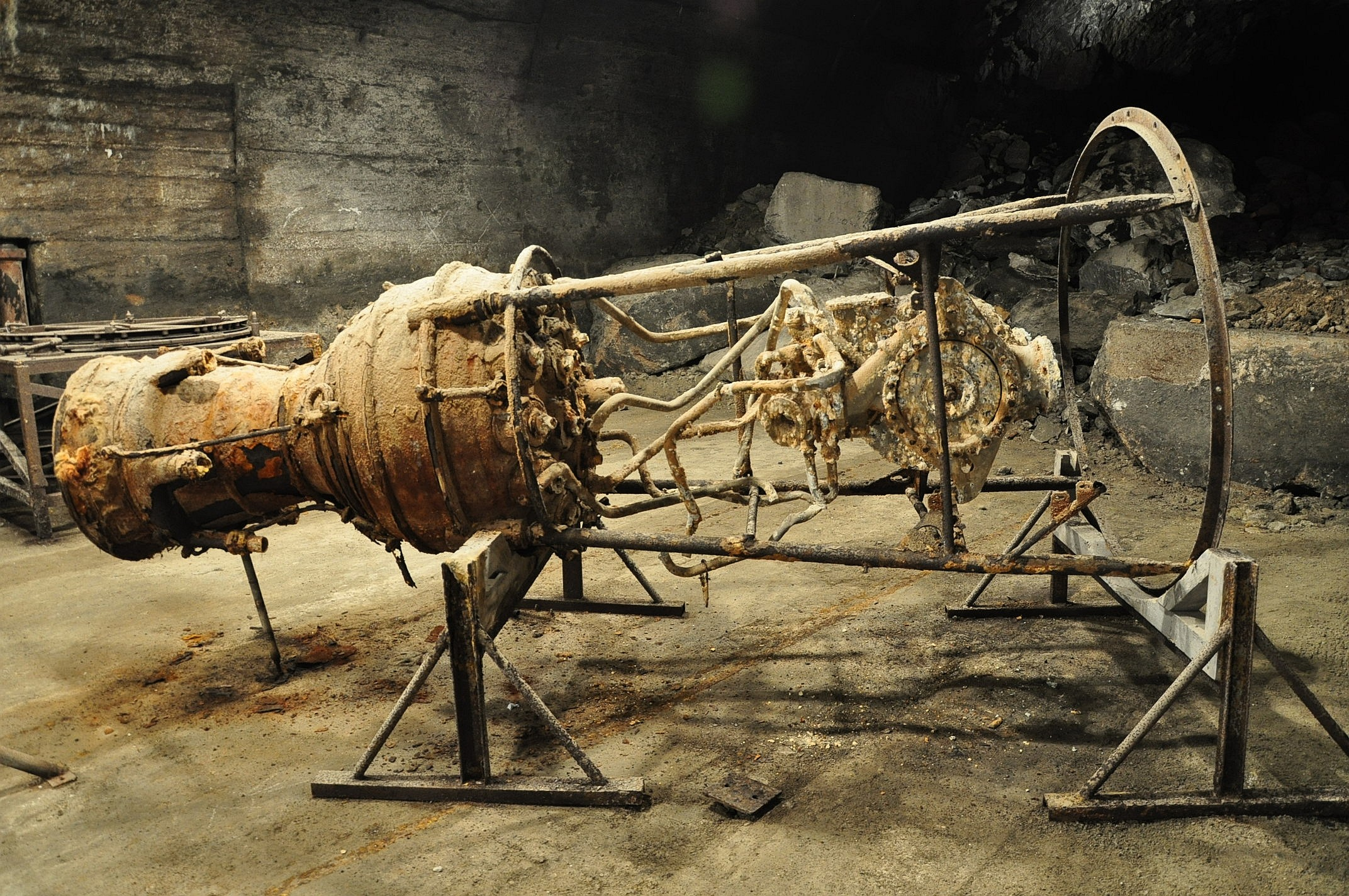
Een roestige V2-raketmotor in de ondergrondse productiefaciliteiten (2012)
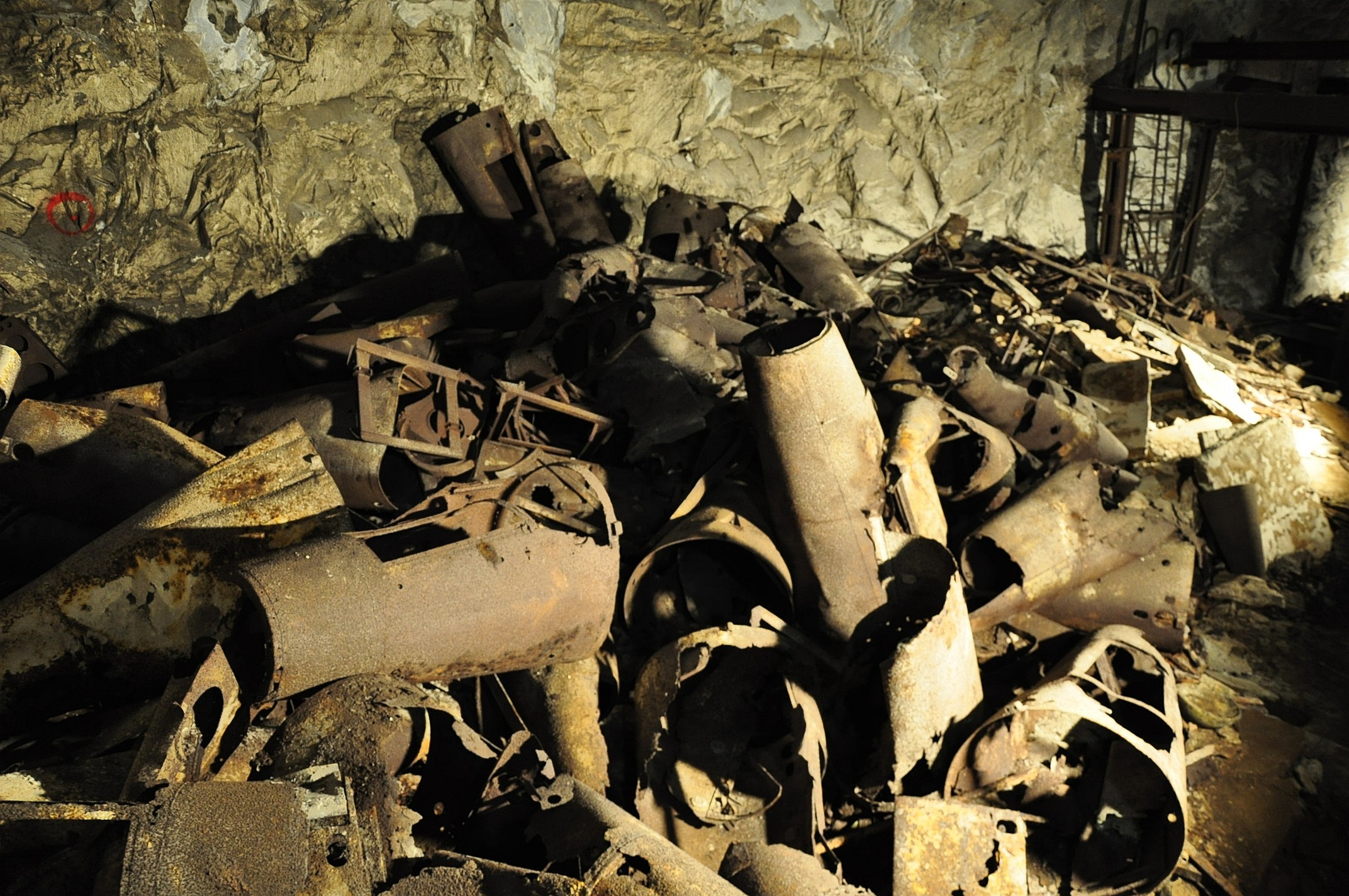
Onderdelen van bommen en raketten in de tunnels (2012)
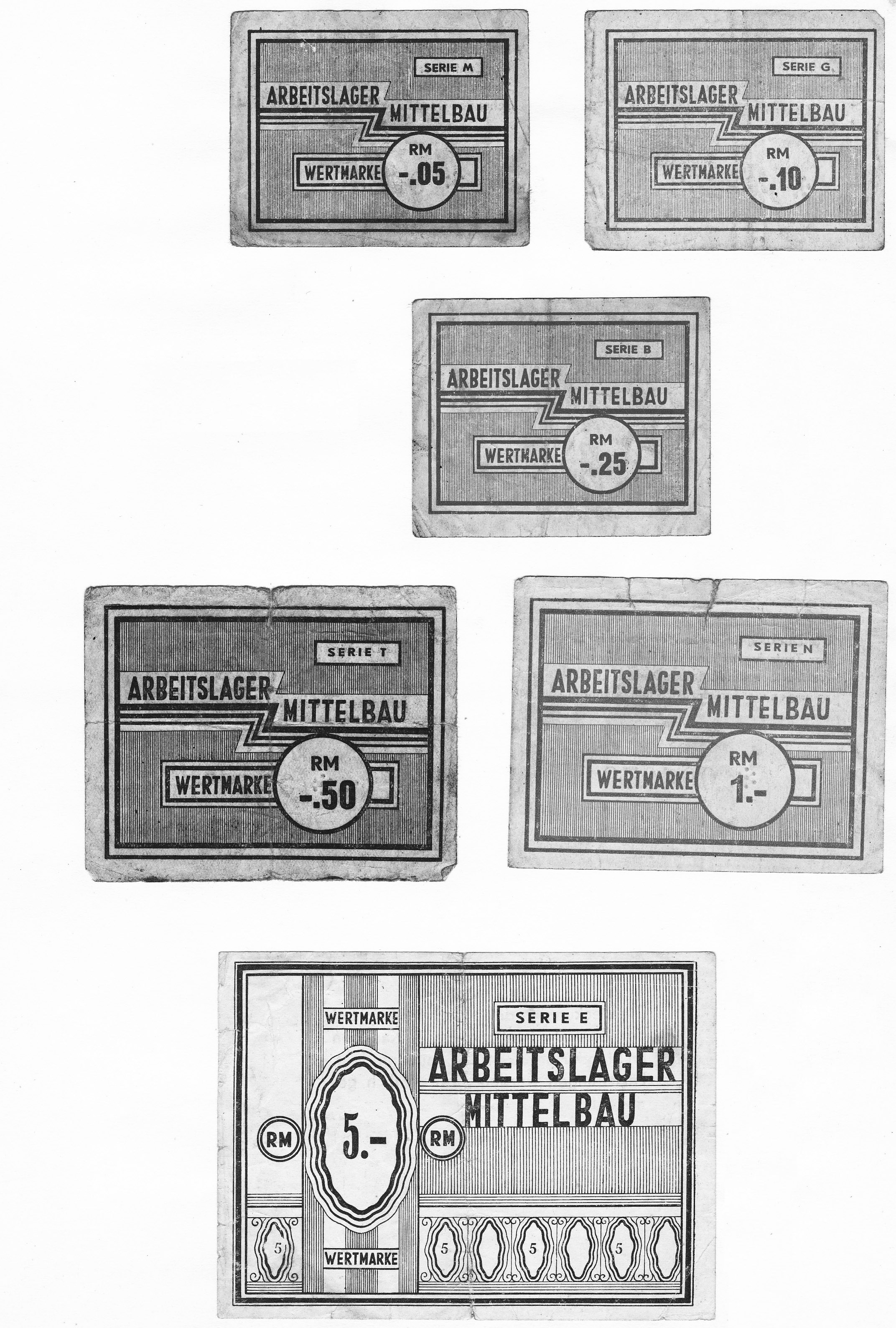
kampgeld